# 牛津高阶英汉双解词典
牛津高阶英汉双解词典（Oxford Advanced Learner's English-Chinese Dictionary）是一部以中文为母语的英语学习者使用的字典，由商务印书馆和牛津大学出版社合作出版。最早為1984年由牛津大學出版社（中國）有限公司全資附屬的香港啟思出版有限公司出版，由劉錫炳、林炳錚、膝以魯、陳永昭、張先信以原書之第三版翻譯並編輯，簡體字版本則以此版本由商务印书馆於1988年5月出版。
該書從牛津大学出版社出版的牛津高阶英语词典譯出，所谓英汉双解即为在原英文词典中增加中文翻译，使读者可以进行双语对照阅读。該書（第六至九版）由陸谷孫擔任總顧問，金聖華、石孝殊、黃勉之、于海江等審定。

## 版次
- 第七版
  - 繁体版
    - 繁体版平装，ISBN 9780195456127
    - 繁体版平装袖珍版，ISBN 9780195459975
    - 繁体版精装，ISBN 9780195459968
    - 繁体版精装大字版，ISBN 9780195459982
    - 繁体版平装（附高阶精灵光碟），ISBN 9780195498288
    - 繁体版精装（附高阶精灵光碟），ISBN 9780195498271

  - 简体版
    - 简体版平装，ISBN 9787100062534
    - 简体版平装缩印版，ISBN 9787100067010
    - 简体版精装，ISBN 9787100067065
    - 简体版精装大字版，ISBN 9787100067089
- 第八版
  - 繁体版平装，ISBN 9780193966345
  - 繁体版平装（附高阶精灵光碟），ISBN 9780193986121
  - 简体版平装（附光盘iWriter英语写作软件），ISBN 9787100105279
- 第九版
  - 繁體版平裝（附光盤iWriter英語寫作軟件及iSpeaker口語指導和訓練軟件），ISBN 9780199429363
  - 简体版平装（附光盘iWriter英语写作软件及iSpeaker口语指导及训练软件），ISBN 9787100158602
- 第十版
  - 繁体版平装，（附全新網上版iSpeaker+iWriter+App套裝），ISBN 9789888718979
  - 简体版平装，ISBN 9787100220026

## 外部連結
- 官方网站：英國牛津大學出版社、香港牛津大學出版社、北京商務印書館
- 牛津高阶英语词典第十版介紹
- Oxford 牛津英漢詞典的Facebook專頁
- Google Play商店中的牛津英漢辭書